# Syfy
Syfy (före detta The Sci-Fi Channel, ibland SCI FI Channel) är en amerikansk kabel-tv-kanal, lanserad den 24 september, 1992 som specialiserar sig på science fiction, fantasy, skräck och paranormala program. Kanalen ägs av mediekoncernen NBC Universal. SyFy är i dag tillgänglig via operatörer över hela jordklotet i lokala versioner. Under en kortare period under 1990-talet sändes kanalen även till de svenska hushållen via Com hem och Canal digital men försvann från den nordiska marknaden då man inte ansåg den vara tillräckligt lönsam.

## Historik
Kanalen lanserades den 24 september 1992 som ett samarbete mellan Paramount Pictures som då var självständigt, men köptes upp av Viacom 1994 och Universal Pictures (förr ägd av MCA). På den tiden visades de gamla tv-serierna Dark Shadows, serien Blixt Gordon och andra science fiction-filmer och serier.
Kanalen ansågs ha en naturlig koppling mellan de klassiska filmer och tv-serier som båda bolagen hade i sin ägo. Några av programmen var Rod Sterlings Night Gallery (Universal TV) och Paramounts Star Trek och klassiska skräckfilmer baserade på romanerna Dracula och Frankenstein. Star Trek-skaparen Gene Roddenberry och författaren Isaac Asimov fanns med i den rådgivande gruppen. 
Seagam som 1995 hade köpt upp MCA, var intresserade av Viacom i USA och Sci-Fi Channel och sålde stationerna till Barry Diller 1998 för att grunda USA Networks Inc. Senare sålde Diller USA:s ej-shopping (film och TV) tillgångar som inkluderade Sci-Fi, till företaget Vivendi Universal 2002. Vivendis film, tv och kabel-TV tillgångar slogs ihop med General Electrics NBC för att grunda NBC Universal 2004. En HDTV-version av kanalen lanserades den 3 oktober 2007 på DirecTV, Comcast den 15 april 2008 och på Dish Network den 18 april 2008. Sci-Fi Channel bytte namn till Syfy den 7 juli 2009.